# Albion (Idaho)
Albion és una població dels Estats Units a l'estat d'Idaho. Segons el cens del 2000 tenia 262 habitants.

## Demografia
Segons el cens del 2000, Albion tenia 262 habitants, 108 habitatges, i 65 famílies. La densitat de població era de 246,7 habitants per km².
Dels 108 habitatges en un 30,6% hi vivien nens de menys de 18 anys, en un 55,6% hi vivien parelles casades, en un 3,7% dones solteres, i en un 38,9% no eren unitats familiars. En el 30,6% dels habitatges hi vivien persones soles el 13,9% de les quals corresponia a persones de 65 anys o més que vivien soles. El nombre mitjà de persones vivint en cada habitatge era de 2,43 i el nombre mitjà de persones que vivien en cada família era de 3,12.
Per edats la població es repartia de la següent manera: un 28,6% tenia menys de 18 anys, un 1,9% entre 18 i 24, un 22,5% entre 25 i 44, un 28,2% de 45 a 60 i un 18,7% 65 anys o més.
L'edat mediana era de 43 anys. Per cada 100 dones de 18 o més anys hi havia 105,5 homes.
La renda mediana per habitatge era de 42.375 $ i la renda mediana per família de 40.000 $. Els homes tenien una renda mediana de 43.125 $ mentre que les dones 23.750 $. La renda per capita de la població era de 24.259 $. Aproximadament el 10,3% de les famílies i el 10,2% de la població estaven per davall del llindar de pobresa.

## Poblacions més properes
El següent diagrama mostra les poblacions més properes.